# 宗哈拉苏木
宗哈拉是蒙古色楞格省的一个县(苏木)，位於該國北部，2010年人口为18,002人。鎮上的蒸餾廠開設於1943年，可在二十四小時內製造15公噸伏特加酒。